# Dalton (Nebraska)
Dalton es una villa ubicada en el condado de Cheyenne en el estado estadounidense de Nebraska. En el Censo de 2010 tenía una población de 315 habitantes y una densidad poblacional de 353,55 personas por km².

## Geografía
Dalton se encuentra ubicada en las coordenadas 41°24′30″N 102°58′15″O / 41.40833, -102.97083. Según la Oficina del Censo de los Estados Unidos, Dalton tiene una superficie total de 0.89 km², de la cual 0.89 km² corresponden a tierra firme y (0%) 0 km² es agua.

## Demografía
Según el censo de 2010, había 315 personas residiendo en Dalton. La densidad de población era de 353,55 hab./km². De los 315 habitantes, Dalton estaba compuesto por el 98.41% blancos, el 0% eran afroamericanos, el 0.32% eran amerindios, el 0% eran asiáticos, el 0% eran isleños del Pacífico, el 0.63% eran de otras razas y el 0.63% pertenecían a dos o más razas. Del total de la población el 2.86% eran hispanos o latinos de cualquier raza.